# Urðafell
Urðafell är ett berg i republiken Island. Det ligger i regionen Västfjordarna, 190 km norr om huvudstaden Reykjavík. Toppen på Urðafell är 614 meter över havet, eller 470 meter över den omgivande terrängen. Bredden vid basen är 13,1 km.
Trakten runt Urðafell är nära nog obefolkad, med mindre än två invånare per kvadratkilometer. Närmaste större samhälle är Bíldudalur, omkring 17 kilometer väster om Urðafell. Trakten runt Urðafell består i huvudsak av gräsmarker.